# Santa Olalla
Santa Olalla község Spanyolországban, Toledo tartományban. Santa Olalla Alcabón, Carmena, La Mata, Carriches, Erustes, Domingo Pérez, Otero, Hormigos, Maqueda és Santo Domingo-Caudilla községekkel határos. Lakosainak száma 3502 fő (2024).

## Népesség
A település népessége az utóbbi években az alábbiak szerint változott:
| Lakosok száma | 2536 | 2857 | 3263 | 3465 | 3465 | 3326 | 3219 | 3251 | 3387 | 3502 |
|               | 2001 | 2004 | 2007 | 2009 | 2012 | 2014 | 2017 | 2019 | 2022 | 2024 |